# 中国驻布里斯班总领事馆
中华人民共和国驻布里斯班总领事馆（英語：Consulate-General of the People's Republic of China in Brisbane），简称中国驻布里斯班总领事馆，是中华人民共和国派驻澳大利亚昆士兰州布里斯班的最高级别外交机构。领区包括昆士兰州。

## 机构设置
中国驻布里斯班总领事馆设置下列机构：
- 政治与新闻处
- 经商科技处
- 领事侨务处
- 办公室